# 이동명 (1954년)
이동명(李東明, 1954년 3월 2일 ~ )은 대한민국의 공무원이다. 

## 학력
- 경북대학교 경제학 학사
- 고려대학교 대학원 정책학 석사

## 경력
- 제23회 행정고시 합격
- 1991년 : 서울통계사무소장
- 1992년 : 통계청 통계조정과장
- 1993년 : EU통계청 파견 근무
- 1996년 : 통계청 통계분석과장
- 1998년 : 통계청 기획과장
- 2004년 : 통계청 통계정보국장
- 2006년 : 통계청 통계개발원장
- 2007년 : 통계청 정책홍보관리관
- 2008년 : 통계청 기획조정관
- 2008년 4월 ~ 2009년 8월 : 통계청 차장
- 2010년 1월 ~ 2011년 12월 : 한국통계진흥원장

## 참고
| 전임 김해수 | 제3대 통계청 차장 2008년 4월 ~ 2009년 8월 | 후임 김진규 |